# Gaetano Di Vaio
Gaetano Di Vaio, né le 27 février 1968 à Naples (Campanie) et mort le 22 mai 2024 à Giugliano in Campania (Campanie), est un réalisateur, producteur de cinéma, scénariste et acteur italien.

## Biographie
Gaetano Di Vaio est né à Naples dans le quartier de Piscinola, dans une famille très pauvre. Son père était gardien d'une école à la périphérie de Naples.
Pour les difficultés économiques, jusqu'à l'âge de 14 ans, il doit vivre hors de sa famille, dans un collège, où il souffre d’abus et violence. Sorti du collège, il entre dans le monde de la toxicomanie et de la criminalité, mais pas la camorra.
Il devient rapidement un toxicomane et un criminel (vol qualifié, trafic de drogue). Il est envoyé dans une maison de correction, dans les communautés pour les jeunes à risque et pour les toxicomanes, jusqu’à l'entrée dans le pénitencier de Naples-Poggioreale. Il en sort en 1998.
Depuis 2001, il entre dans la compagnie théâtrale créé par Peppe Lanzetta. Par la suite, il fonde l'association culturelle Figli del Bronx, qui plus tard est devenue une société de production de films,.
Dans ses œuvres, Di Vaio décrit les problèmes sociaux des bidonvilles, le monde de la toxicomanie et de la vie en prison, avec une attention aux minorités, aux migrants, au chômage des jeunes et à la lutte contre la criminalité,.
En 2013, il a publié un livre autobiographique. Il vivait à Naples.

## Filmographie

### Cinéma, comme réalisateur
- 2010 : Il loro Natale (documentaire)
- 2012 : Interdizione perpetua

### Cinéma, autre
- 2005 : Sotto la stessa luna (it) de Carlo Luglio (it) : producteur, acteur
- 2006 : 4-4-2 - Il gioco più bello del mondo (it) de Roan Johnson, Michele Carrillo, Claudio Cupellini et Francesco Lagi : acteur
- 2009 : Napoli, Napoli, Napoli d'Abel Ferrara : scénariste, producteur
- 2009 : Vomero travel de Guido Lombardi (it) (court-métrage) : producteur
- 2010 : Radici (it) de Carlo Luglio (court-métrage) : producteur, scénariste
- 2011 : Là-bas (it) de Guido Lombardi : producteur
- 2012 : L’uomo con il megafono de Michelangelo Severgnini : producteur
- 2013 : Take five de Guido Lombardi : acteur
- 2015 : Per amor vostro de Giuseppe M. Gaudino : producteur

### Télévision
- 2014 : Gomorra (série) de Stefano Sollima, Francesca Comencini et Claudio Cupellini

## Théâtre
- K.O., d'Alessandra Cutolo : producteur